# هیلزبورو (ایلینوی)
هیلزبورو (به انگلیسی: Hillsboro, Illinois) یک شهر در ایالات متحده آمریکا با جمعیت ۶٬۲۰۷ نفر است که در ایلی‌نوی واقع شده‌است.